# Woman Is the Nigger of the World
Singles de John Lennon
Happy Xmas (War Is Over)
(1971) Mind Games
(1973)
Woman Is the Nigger of the World est une chanson de John Lennon parue sur son album Some Time in New York City et en single en 1972. Il s'agit d'une chanson visant à dénoncer le traitement fait aux femmes à travers l'histoire. Il s'agit, avec Woman, d'une des chansons féministes composées par Lennon sous l'influence de son épouse Yoko Ono. John joue ici avec son nouveau groupe Elephant's Memory, qui remplaça le Plastic Ono Band à partir de cet album. 
La chanson est incluse sur les compilations Shaved Fish en 1975 et sur Working Class Hero en 2005. Une version live, enregistrée au Madison Square Garden de New-York, le 30 août 1972, est incluse sur la compilation Instant Karma: All-Time Greatest Hits sortie en 2002. 

## Personnel
- John Lennon : Chant, guitare
- Wayne "Tex" Gabriel : Guitare
- Gary Van Scyoc : Basse
- Adam Ippolito : Piano, orgue
- Stan Bronstein : Saxophone ténor
- Jim Keltner : Batterie
- Richard Frank Jr : Batterie, percussions